# رنت (رمان)
رَنت (انگلیسی: Rant) یا زندگی‌نامهٔ شفاهی باستر کیسی، عنوان کتابی است از چاک پالانیک نویسنده و مقاله‌نویس آمریکایی است که در سال ۲۰۰۷ میلادی منتشر گردید. باستر یا «رنت» کیسی در شهری کوچک به دنبال تجربهٔ هیجان و لذتهای دنیای بازی‌های ویدیویی و فیلم‌های اکشن و ماجراجویانه است که از دبیرستان به شهری بزرگ می‌گریزد و ماجراهایی متعاقب آن برای وی رخ می‌دهد

## ترجمه فارسی
این کتاب در ایران با عنوان «رنت» توسط سونیا رزمجویی ترجمه و توسط نشر سده چاپ شده‌است